# Kannavam
Kannavam är en ort i Indien.   Den ligger i distriktet Kannur och delstaten Kerala, i den södra delen av landet, 1 900 km söder om huvudstaden New Delhi. Kannavam ligger 42 meter över havet och antalet invånare är 8 880.
Terrängen runt Kannavam är kuperad åt nordost, men åt sydväst är den platt. Runt Kannavam är det mycket tätbefolkat, med 1 135 invånare per kvadratkilometer. Närmaste större samhälle är Mattanūr, 13,7 km nordväst om Kannavam. I omgivningarna runt Kannavam växer i huvudsak städsegrön lövskog.